# Mateusz Maurycy Wojakowski
Mateusz Maurycy Wojakowski herbu Brochwicz (ur. 13 września 1775, zm. 7 lutego 1845), duchowny rzymskokatolicki, święcenia kapłańskie przyjął w 1796.
Od 1824 biskup tytularny Arcadiopolis i sufragan lubelski, sakrę przyjął 27 września 1825. Administrator diecezji w latach 1839-1845. Odznaczony Orderem Świętego Stanisława 1 klasy oraz Orderem Świętej Anny 1 klasy. W 1824 został uhonorowany godnością doktora honoris causa Uniwersytetu Jagiellońskiego.